# Ormiegill North

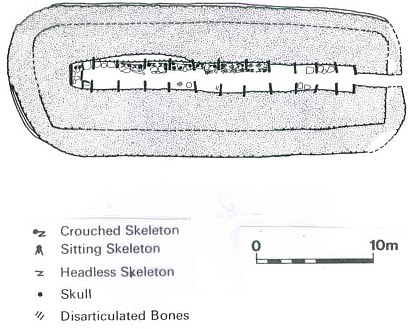
Schema Stalled Cairn am Beispiel Midhowe

Ormiegill North, nördlich von Ulbster, bei Wick in Caithness in Schottland ist der Rest einer kurzen Megalithanlage vom Typ Orkney-Cromarty (OC), ein nur fünffach gegliederter (vier Seiten- eine Kopfnische) so genannter Stalled Cairn in einem Rundhügel von 7,5 m Durchmesser. Der Rundhügel wurde in einer späteren Phase mit einem sehr kurzen, aber relativ breiten, doppelt gehörnten Steinhügel überbaut. Die Kammer wurde bereits im Jahre 1865 von J. Anderson und R. I. Shearer ausgegraben. Die Anlage wirkt heute stark baufällig und die Reste der inneren Struktur werden partiell durch moderne Strukturen überdeckt. 
Die Reste bestehen aus einem Stein- und Geröllhaufen 15,2 m × 11 m und 1,6 m Höhe mit niedrigen „Hörnern“. Kammerreste sind sichtbar, wurden aber durch Einbau eines Kampfstandes gestört. Der etwa 3,9 m lange und einen Meter breite Gang, der eine Art Vorkammer bildet, liegt an der Südostseite des Cairns und wird durch ein Portalsteinpaar von einem Meter Höhe markiert, das eine Lücke von 0,5 m frei lässt. Die Wände der Vorkammer sind aus Trockenmauerwerk. Am Nordwestende stehen zwei 1,5 m hohe Platten, die eine 0,6 m breite Lücke trennt, die in die Hauptkammer führt. Die etwa ovale Hauptkammer hat etwa 3,1 m Länge und 2,8 m Breite. Sie wird durch je zwei 0,7 m breite Platten gegliedert. Das Nordwestende der Kammer wird durch eine große aufrechte Platte markiert, die die Kopfnische beendet. 
Die Funde bestanden aus einem Keulenkopf, Feuersteingeräten und Keramik (Western Neolithic Ware) aus der Jungsteinzeit, sie sind teilweise verloren gegangen. 
In der Nähe des Ormiegill-Cairns befindet sich ein großer Steinblock, mit einer bis zu einer fast drei Zentimetern tiefen Rille und eine Reihe von Keillöchern an der Seite. Die Bearbeitung ist offensichtlich älter. Anderson deutet an, dass dies ein roher Cross-Slab sein könnte. Der Stein misst 3,17 × 0,3 bis 1,0 m. 